# Silke Albin
Silke Mareike Albin (* 23. Juli 1969 in Hamburg) ist eine deutsche Juristin. Sie war von 2014 bis 2017 Staatssekretärin im Thüringer Ministerium für Migration, Justiz und Verbraucherschutz.

## Leben
Silke Albin absolvierte ein Studium der Rechtswissenschaft an den Universitäten Regensburg, Genf, der Ludwig-Maximilians-Universität München und der Freien Universität Berlin. Sie wurde 1999 mit einer Arbeit über Die Vollzugskontrolle des europäischen Umweltrechts bei Rudolf Streinz in Bayreuth promoviert und legte 2000 das zweite juristische Staatsexamen in Berlin ab. Während des Referendariats arbeitete Albin für die EU-Koordination des Deutschen Naturschutzrings (DNR) gearbeitet.
Nach Beendigung ihrer Ausbildung war Albin bis 2002 in der Berliner Senatsverwaltung tätig, danach bis 2006 im Bundesfinanzministerium sowie bis 2014 und erneut 2017 im Bundesministerium für Wirtschaft und Energie, im Schwerpunkt in den Bereichen Europarecht sowie Industrie- und Rohstoffpolitik.
Von 2014 bis 2017 war sie unter Minister Dieter Lauinger (Bündnis 90/Die Grünen) Staatssekretärin im Thüringer Ministerium für Migration, Justiz und Verbraucherschutz. In dieser Funktion war sie während der Ankunft von Flüchtlingen in Deutschland im Jahr 2015 für die Unterbringung und Integration Geflüchteter in Thüringen zuständig.
Anschließend war sie von 2017 bis 2020 Vizepräsidentin des Bundesamtes für die Sicherheit der nuklearen Entsorgung.
Albin übernahm im August 2020 zunächst als Ministerialdirigentin und dann als Ministerialdirektorin die Leitung der Abteilung Wissenschaft und Außenbeziehungen (umbenannt in Außenbeziehungen, Europa und Analyse) der Verwaltung des Deutschen Bundestages. In dieser Funktion verantwortete sie unter anderem die Wissenschaftlichen Dienste des Deutschen Bundestages und begleitete auf Seiten der Verwaltung des Deutschen Bundestages im Jahre 2021 den Bürgerrat „Deutschlands Rolle in der Welt“.

## Lehrtätigkeit
Silke Albin ist Autorin zahlreicher Fachpublikationen und lehrte zwischen 2002 und 2014 an der Verwaltungsakademie Berlin, der Bundesakademie für öffentliche Verwaltung (BaköV) sowie dem Institut für internationale Bildung CIVIC zu europapolitischen und europarechtlichen Themen. Seit 2019 ist sie Dozentin im Masterstudiengang Wissenschaftsmanagement an der Technischen Universität Berlin.

## Sonstiges
Albin ist Mitbegründerin von Europa-Professionell, der Hauptstadtgruppe der Europa Union. Sie betreibt seit 1997 einen politischen Gesprächssalon in Berlin. Zwischen 1989 und 1998 war sie Stipendiatin des Evangelischen Studienwerks Villigst (Studien- und Promotionsförderung).

## Publikationen (Auswahl)
- Aufsicht und Öffentlichkeitsbeteiligung im Rahmen der Standortauswahl als integrative Aufgabe des Bundesamts für kerntechnische Entsorgungssicherheit, Nomos 2019
- Aufsicht im Endlagerbereich – Eine neue Sicherheitsarchitektur, ZUR 2018, 515 ff. (zus. mit Sebastian Leuschner)
- Kulturförderung unter europäischer Beihilfenkontrolle – Fallpraxis der Europäischen Kommission und praktische Lösungswege (zus. mit Angela Stöbener), Zeitschrift für Beihilfen- und Subventionsrecht (Österreich), 2010, S. 202 ff.; Teil II in 2011, S. 5 ff.
- Rechtsschutzlücken im modernen Völkerrecht am Beispiel der Individualsanktionen zur Terrorbekämpfung (zus. mit Ulrich Karpenstein), In: Die Zukunft des Völkerrechts in einer globalisierten Welt, 2006, S. 131 ff.
- Das Subsidiaritätsprinzip in der EU – Anspruch und Rechtswirklichkeit, NVwZ 2006, 629 ff.
- Rechtsschutzlücken bei der Terrorbekämpfung im Völkerrecht, Zeitschrift für Rechtspolitik 2004, S. 71 ff.
- Daseinsvorsorge und EG-Beihilfenrecht – Mehr Rechtssicherheit durch die neue Mitteilung der Kommission?, Die Öffentliche Verwaltung 2001, S. 890 ff.
- Die Zukunft Europas – in guter Verfassung? Zur aktuellen Debatte über die institutionelle Neuordnung der EU, vorgänge 156, Heft 4/2001, S. 95 ff.
- Zwangsgeld, Mittelkürzung und Umweltinspektionen – Neueste Entwicklungen bei der Vollzugskontrolle von EG-Umweltrecht, Deutsches Verwaltungsblatt 2000, S. 1483 ff.
- The Environmental Guarantee on the Rise? The Amended Article 95 after the Revision through the Treaty of Amsterdam (zus. mit S. Bär), European Journal of Law Reform 2000, S. 119 ff.
- Deutsche Umweltpolitik in Europa – Abschied von einer Vorreiterrolle? (zus. mit Sascha Müller-Kraenner), Zeitschrift für Umweltrecht, Band 2/1999, S. 73 ff
- Die Reform des europäischen Freizügigkeitsrechts, Sozialrecht in Deutschland und Europa, Band 7/1999, S. 387 ff.
- Nationale Alleingänge nach dem Vertrag von Amsterdam. Der neue Art. 95 EGV: Fortschritt oder Rückschritt für den Umweltschutz? (zus. mit Stefani Bär), NuR 1999, 185 ff.
- Richterlicher Widerstand in totalitären Systemen, Recht und Politik, Bd. 1/1998, S. 40 ff.